# Harbour Plaza Hotels and Resorts
Harbour Plaza Hotels and Resorts (также известна как Harbour Plaza Hotel Management) — крупная гонконгская гостиничная сеть, входящая в состав Cheung Kong Property Holdings (оператор недвижимости, родственный CK Hutchison Holdings — обе компании принадлежат гонконгскому миллиардеру Ли Кашину). Штаб-квартира расположена в офисной башне Two Harbourfront в округе Коулун-Сити. Harbour Plaza Hotels and Resorts основана в 1997 году как совместное предприятие компаний Hutchison Whampoa и Cheung Kong Group. 

## Структура
Harbour Plaza Hotels and Resorts управляет следующими отелями:
- Harbour Grand Hong Kong (Гонконг)
- Harbour Grand Kowloon (Гонконг)
- Harbour Plaza Metropolis (Гонконг)
- Harbour Plaza North Point (Гонконг)
- Harbour Plaza Resort City (Гонконг)
- Harbour Plaza 8 Degrees (Гонконг)
- The Kowloon Hotel (Гонконг)
- Kowloon Harbourfront Hotel (Гонконг)
- Rambler Garden Hotel (Гонконг)
- Rambler Oasis Hotel (Гонконг)
- Harbour Plaza Chongqing (Чунцин)
- Grand Lucayan Beach and Golf Resort (Багамы)

- Harbour Grand Hong Kong
- The Kowloon Hotel
- Harbour Plaza North Point

- Harbour Plaza Resort City
- Harbour Grand Kowloon
- Harbour Plaza Metropolis
- Harbour Grand Kowloon
- Harbour Grand Hong Kong